# Diospyros forbesii
Diospyros forbesii är en tvåhjärtbladig växtart som beskrevs av Bakh. Diospyros forbesii ingår i släktet Diospyros och familjen Ebenaceae. Inga underarter finns listade i Catalogue of Life.